# 焦村镇 (汝州市)
焦村乡，是中华人民共和国河南省平顶山市汝州市下辖的一个乡镇级行政单位。

## 行政区划
焦村乡下辖以下地区：
焦村、东沟村、安沟村、李楼村、邢村、王楼村、段村、秋树李村、湾李村、靳村、杜村、水沟村、梁窑村、张村、槐树村和魏沟村。